# TSI (meccanica)
La tecnologia TSI (Turbocharged Stratified Injection) o TFSI (Turbocharged Fuel Stratified Injection) è un sistema utilizzato dal gruppo Volkswagen e dalle rispettive associate Volkswagen, Audi, Skoda, Seat, Cupra nei motori a benzina a iniezione diretta. Le altre case automobilistiche facenti parte del gruppo Volkswagen producono autonomamente i motori per le loro auto.

## Caratteristiche tecniche

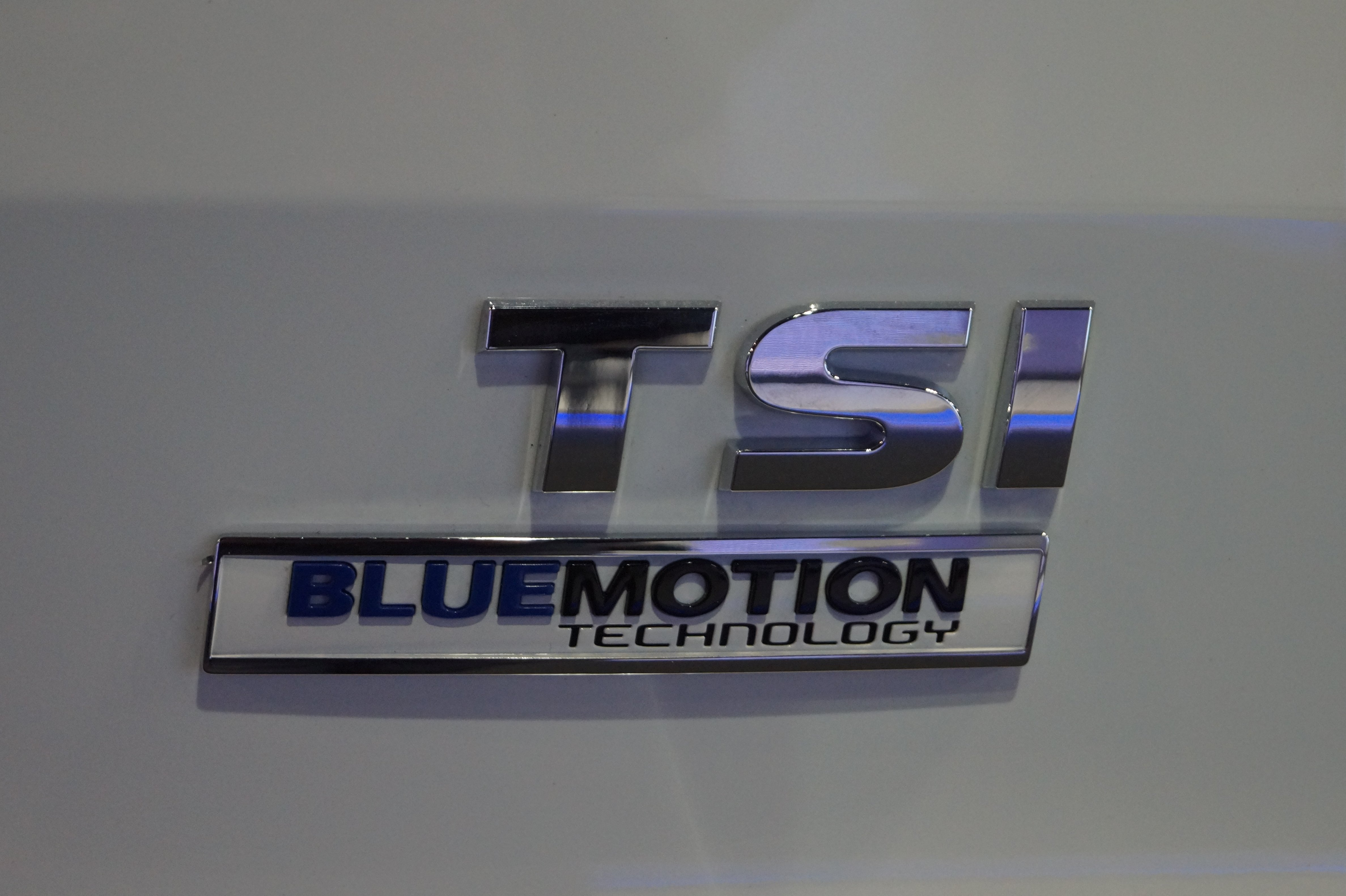
Logo del motore TSI su una Volkswagen

Il motore con tecnologia TSI sfrutta un turbocompressore (talvolta viene utilizzato un compressore volumetrico in contemporanea) e l'iniezione diretta di carburante in pressione all'interno del cilindro, tale da permettere la creazione di una carica stratificata.
In questo modo si ottengono grandi potenze da motori di cilindrata ridotta, come ad esempio il 1.2 TSI 4 cilindri da 112 CV, e una contemporanea riduzione dei consumi, rispetto ai tradizionali motori a benzina aspirati.

## Utilizzo
Questi propulsori vengono impiegati dalle seguenti marche nelle rispettive cilindrate e potenze:
- Volkswagen: 1.0 (3 cilindri 95 CV e 110 CV), 1.2 (4 cilindri 90, 105 e 110 CV), 1.4 (4 cilindri 122, 125, 140, 160 e 170 CV), 1.8 (4 cilindri 160, 192 CV), 2.0 (4 cilindri 200, 220, 230, 245, 270, 290 e 300 CV), 3.0 (V6 con motore elettrico, 333 CV);
- Audi: 1.0 (3 cilindri 95 e 116 CV), 1.2 (4 cilindri 86 CV), 1.4 (4 cilindri 122, 125, 150 e 185 CV), 1.8 (4 cilindri 120, 160, 170 e 180 CV), 2.0 (4 cilindri 180, 190, 210, 252, 270, 300 e 310 CV), 2.5 (5 cilindri 340, 367 e 400 CV), 3.0 (V6 270, 333 e 350 CV);
- Seat: Stessi motori Volkswagen, a parte il 3.0 V6;
- Skoda: Stessi motori Volkswagen, a parte il 3.0 V6.

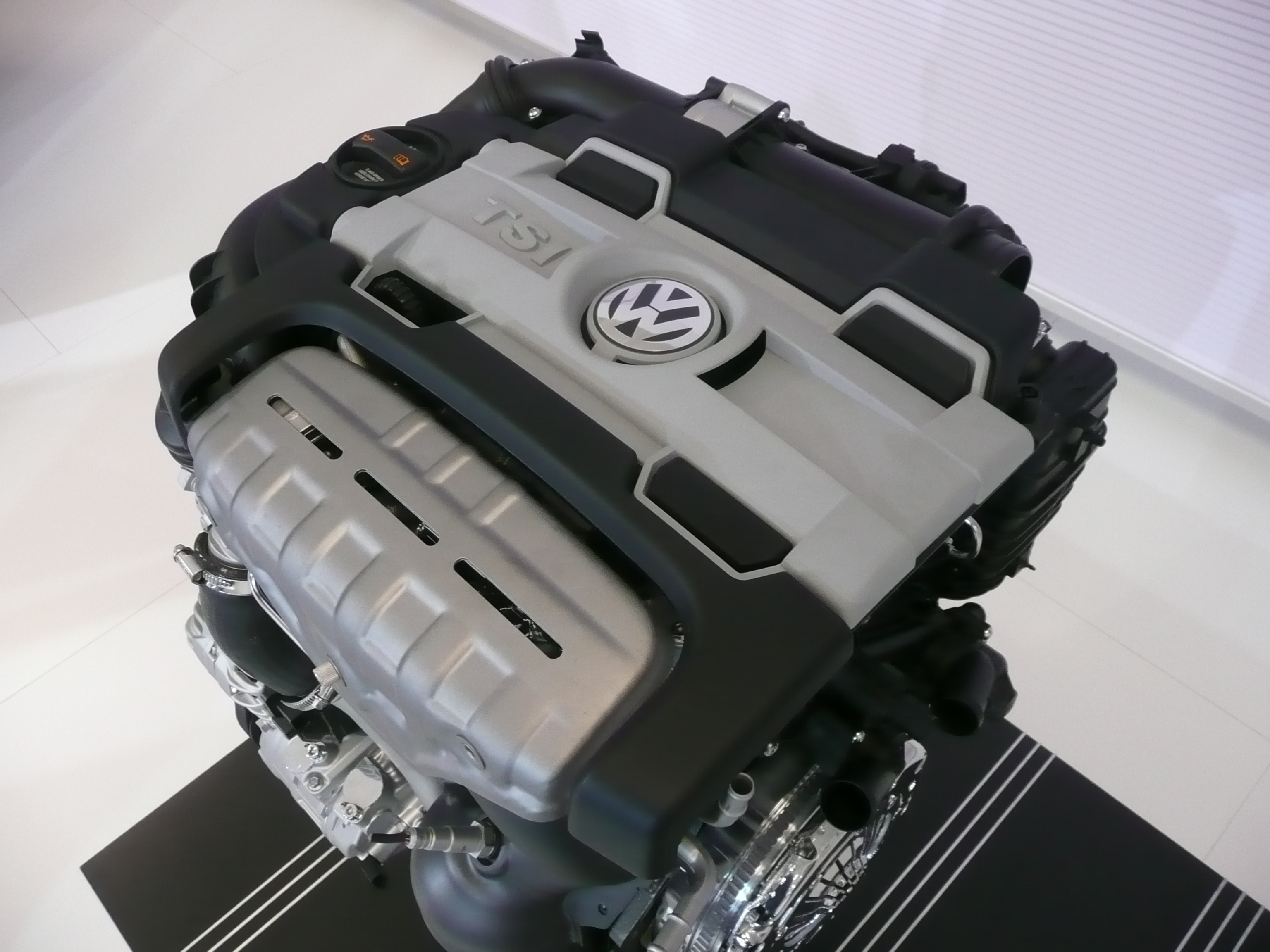
Vista di un motore Volkswagen TSI

Inoltre ha vinto il premio come "migliore motore" all'International Engine of the Year Award nel 2009.

## Vantaggi
Alcuni dei vantaggi dei motori TSI sono:
1. Distribuzione ottimizzata della carica all'interno della camera di combustione.
2. Durante la fase di iniezione, il carburante evapora, permettendo, quindi, un raffreddamento del cilindro e una migliore resistenza alla detonazione.
3. Valori del rapporto di compressione maggiori, che si traducono in un maggiore rendimento termodinamico.
4. Miglior efficienza di combustione.

## Svantaggi
1. Notevole aumento della formazione di particolato.
2. Poiché il carburante viene iniettato direttamente all'interno del cilindro, si ha una mancanza di pulizia delle valvole rispetto ai motori benzina tradizionali.
3. In talune condizioni di regimi estremamente "magri", surriscaldamento delle valvole di scarico.